# Reign of Light
Reign of Light è il sesto album in studio del gruppo musicale industrial black metal svizzero Samael, pubblicato nel 2004 dalla Nuclear Blast.

## Tracce
1. Moongate – 3:30
2. Inch'Allah – 3:30
3. High Above – 3:57
4. Reign of Light – 3:50
5. On Earth – 4:03
6. Telepath – 3:35
7. Oriental Dawn – 4:24
8. As the Sun – 3:39
9. Further – 3:59
10. Heliopolis – 3:56
11. Door of Celestial Peace – 4:05

## Formazione
- Vorph - voce, chitarre
- Makro - chitarre
- Mas - basso
- Xy - drum machine, percussioni, tastiere